# Portobelo
Portobelo (dawniej Puerto Bello, Porto Bello) – miasto portowe w prowincji Colón w Panamie, w północnej części Przesmyku Panamskiego.

## Historia
Portobelo zostało założone przez Hiszpanów w 1597 roku. Między XVI a XVIII wiekiem był to ważny port eksportujący srebro, znajdujący się na szlaku hiszpańskiej floty skarbów.
W 1668 roku miasto zostało zdobyte i złupione przez piratów pod przywództwem Henry'ego Morgana.
21 listopada 1739 roku Portobelo zostało zaatakowane i zdobyte przez flotę brytyjską, dowodzoną przez admirała Edwarda Vernona, podczas tzw. wojny o ucho Jenkinsa. Bitwa obnażyła słabość hiszpańskiego sposobu prowadzenia handlu pomiędzy metropolią a koloniami i stała się przyczyną wprowadzenia zmian. Zamiast dużych flot kursujących jedynie do kilku ważnych portów, zaczęto wysyłać mniejsze floty do większej liczby miast. Wytyczono również nowy szlak morski do zachodnich wybrzeży Ameryki wiodący wokół przylądka Horn.
Obecnie Portobelo jest niewielkim miastem zamieszkanym przez 4559 mieszkańców (2010). W 1980 roku ruiny fortyfikacji wraz z fortem San Lorenzo wpisane zostały na listę światowego dziedzictwa UNESCO. W kościele pw. Św. Filipa znajduje się otoczona kultem figura Czarnego Chrystusa (El Cristo Negro).

## Galeria

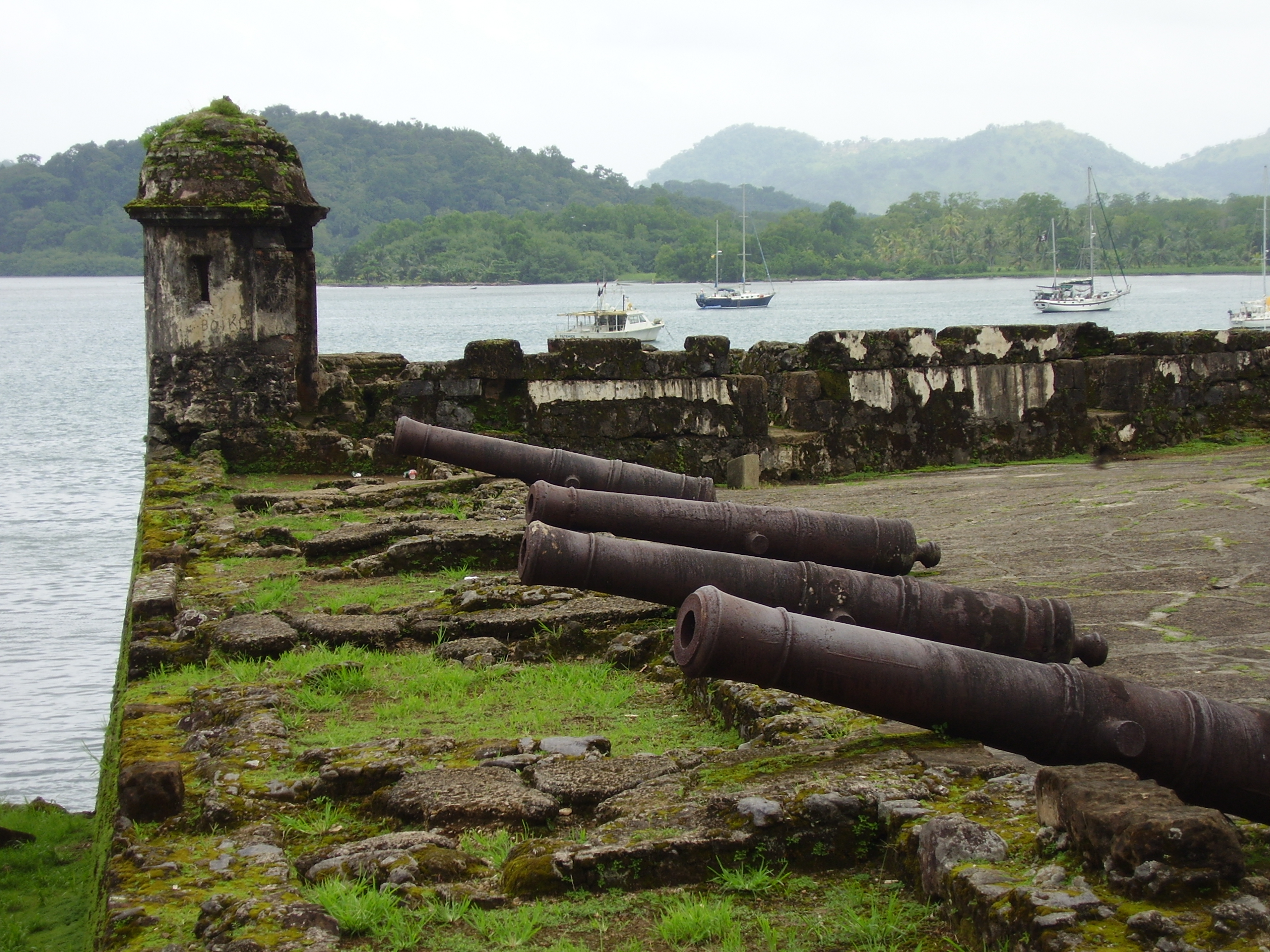
Bateria Jakuba w Portobelo
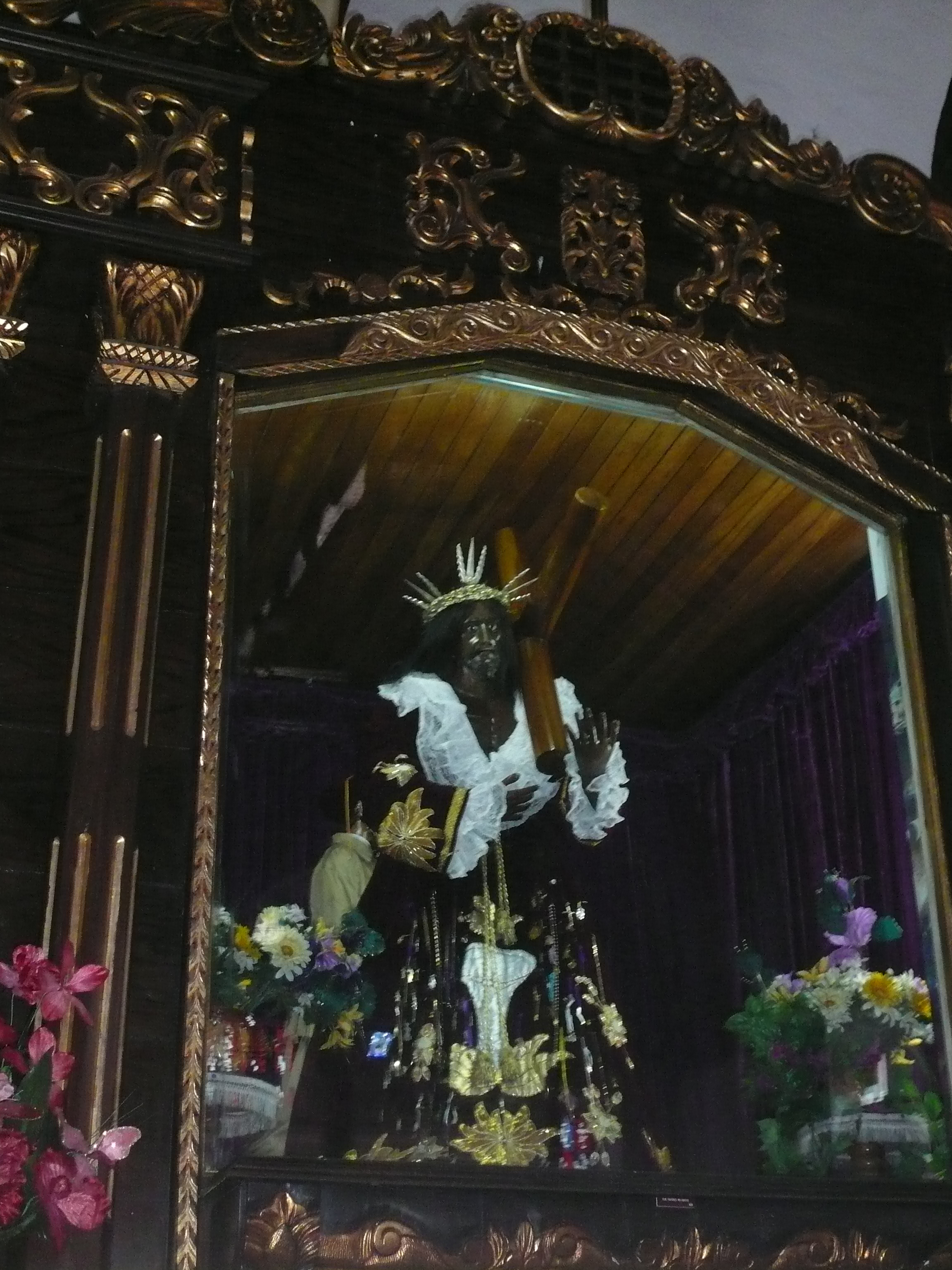
Czarny Chrystus z Portobelo
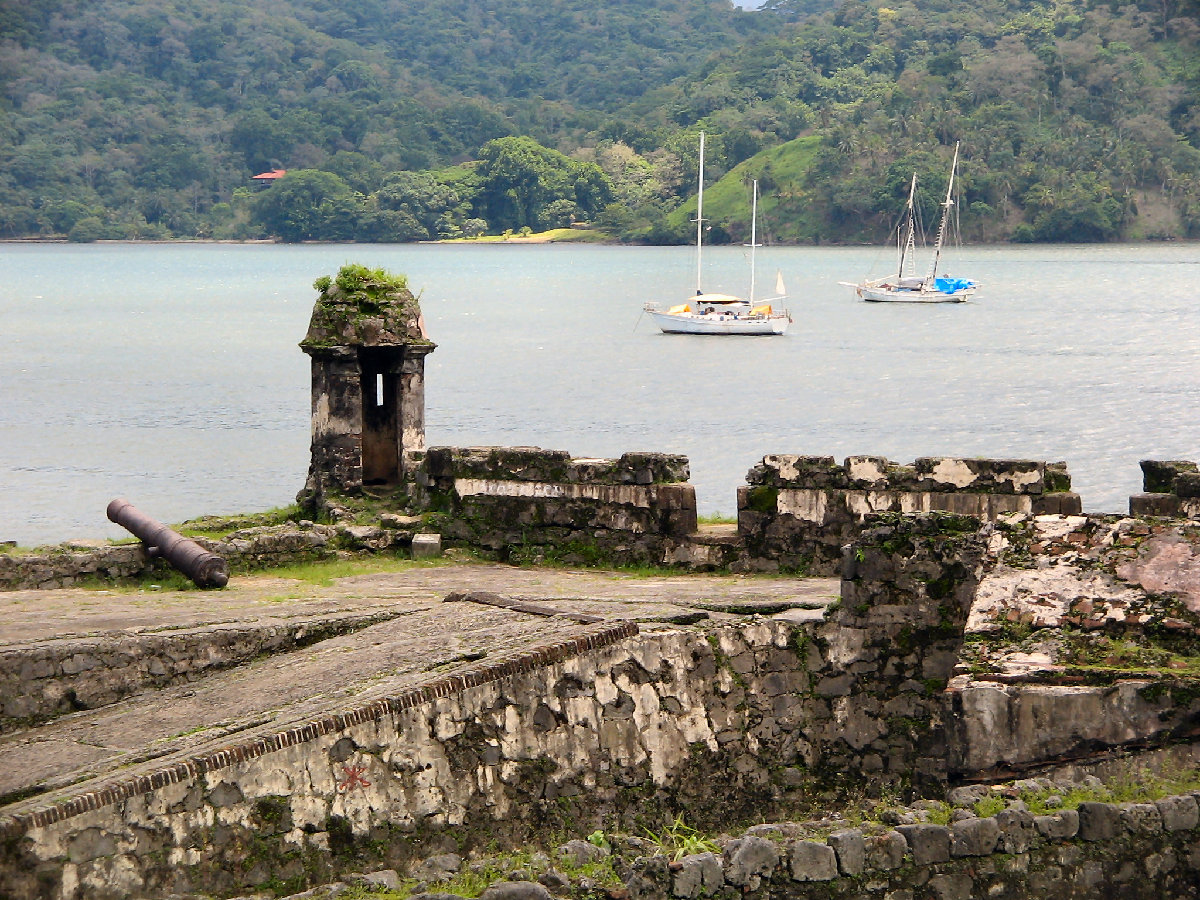
Widok na ruiny fortów i zatokę
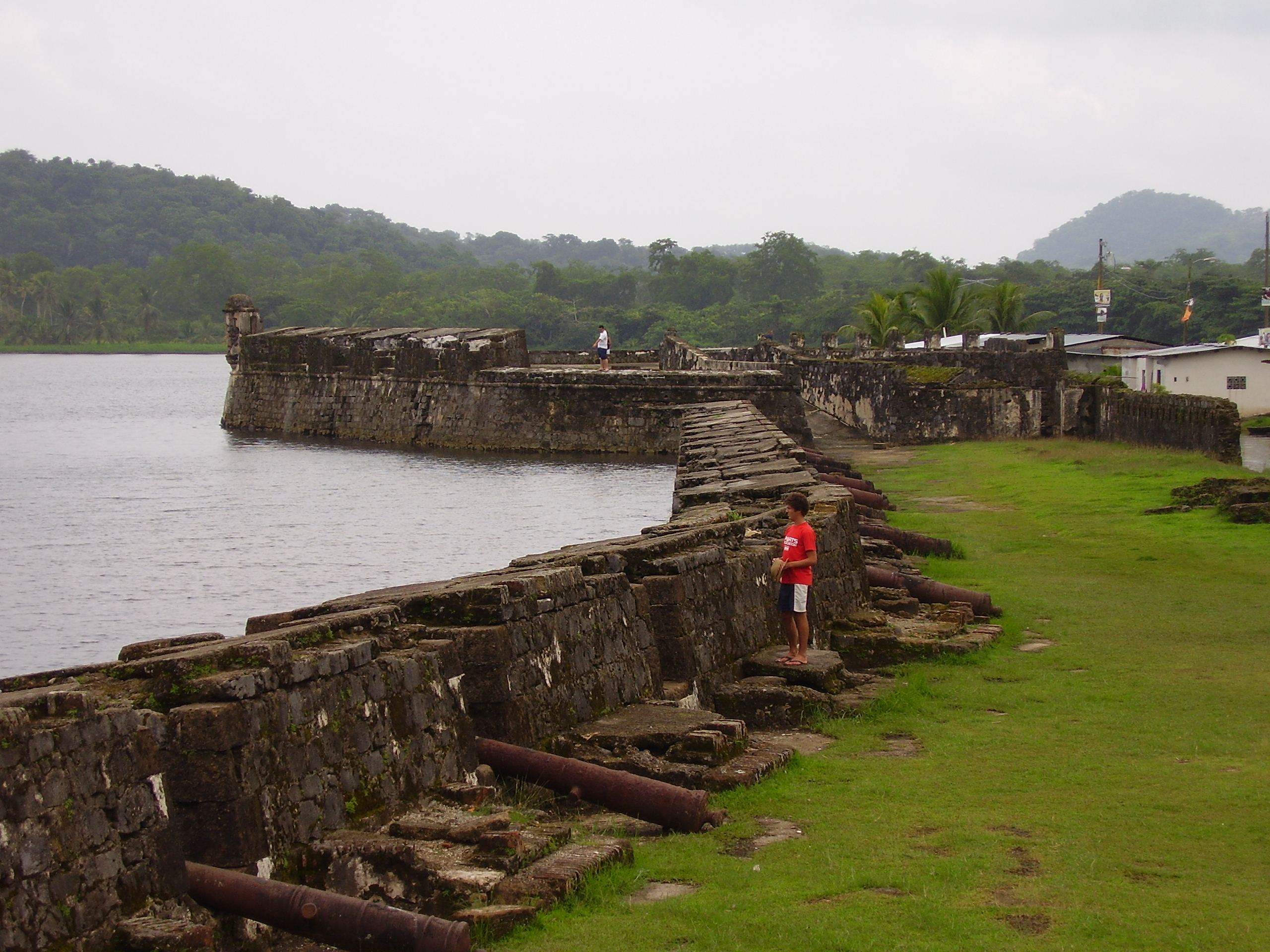
Fort Św. Hieronima
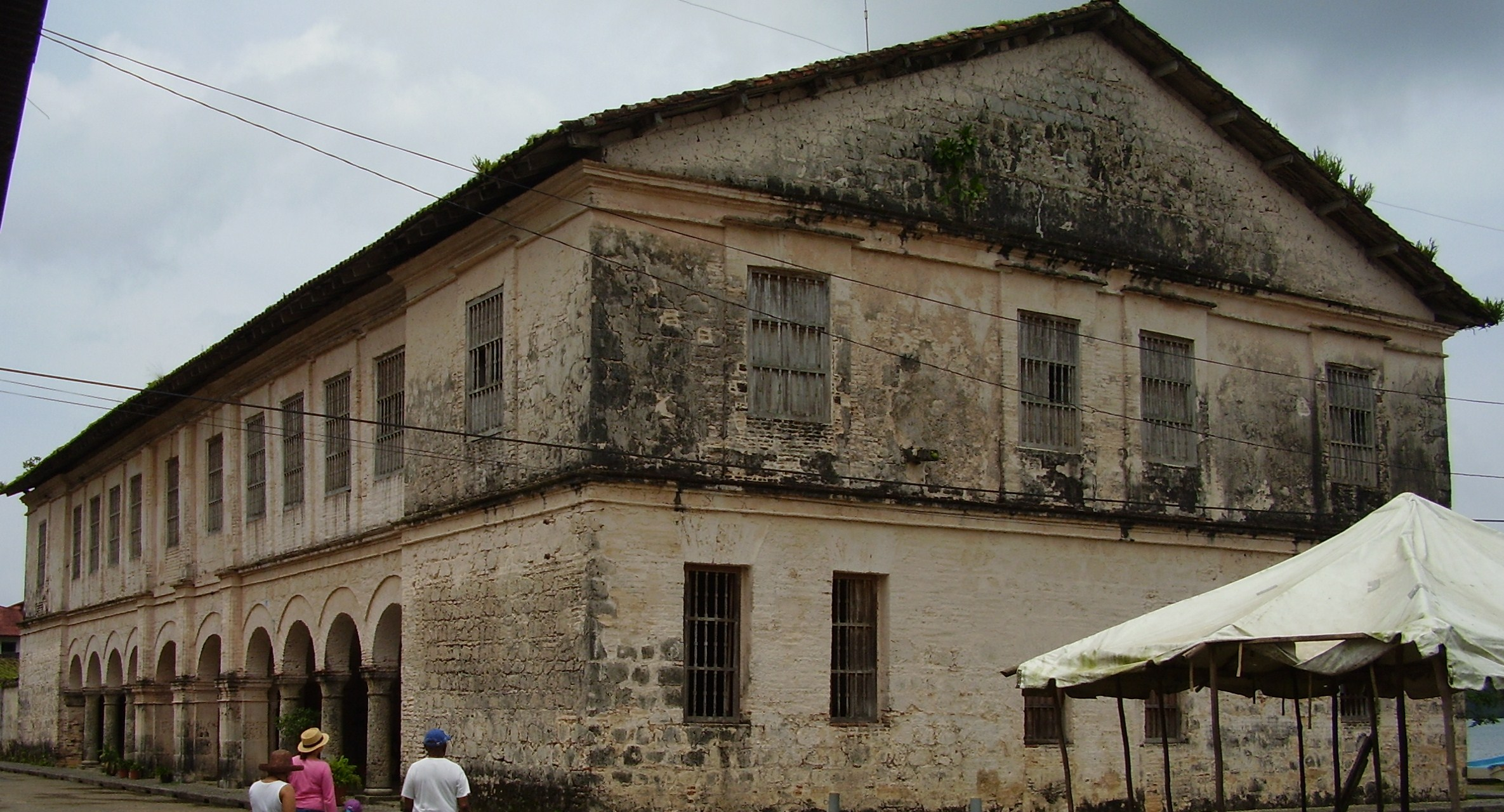
Budynek dawnego urzędu celnego
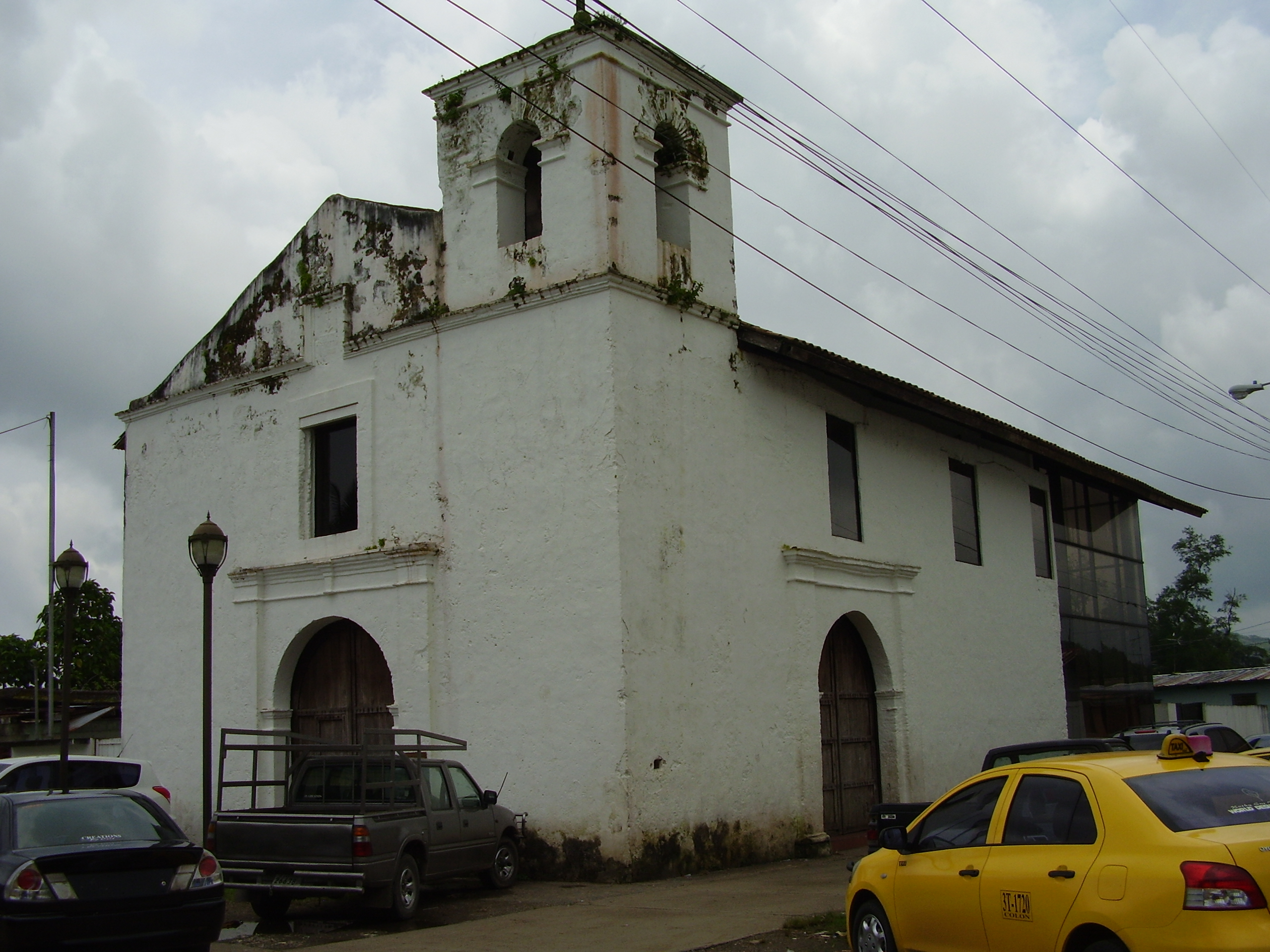
Kościół Św. Jana Bożego w Portobelo
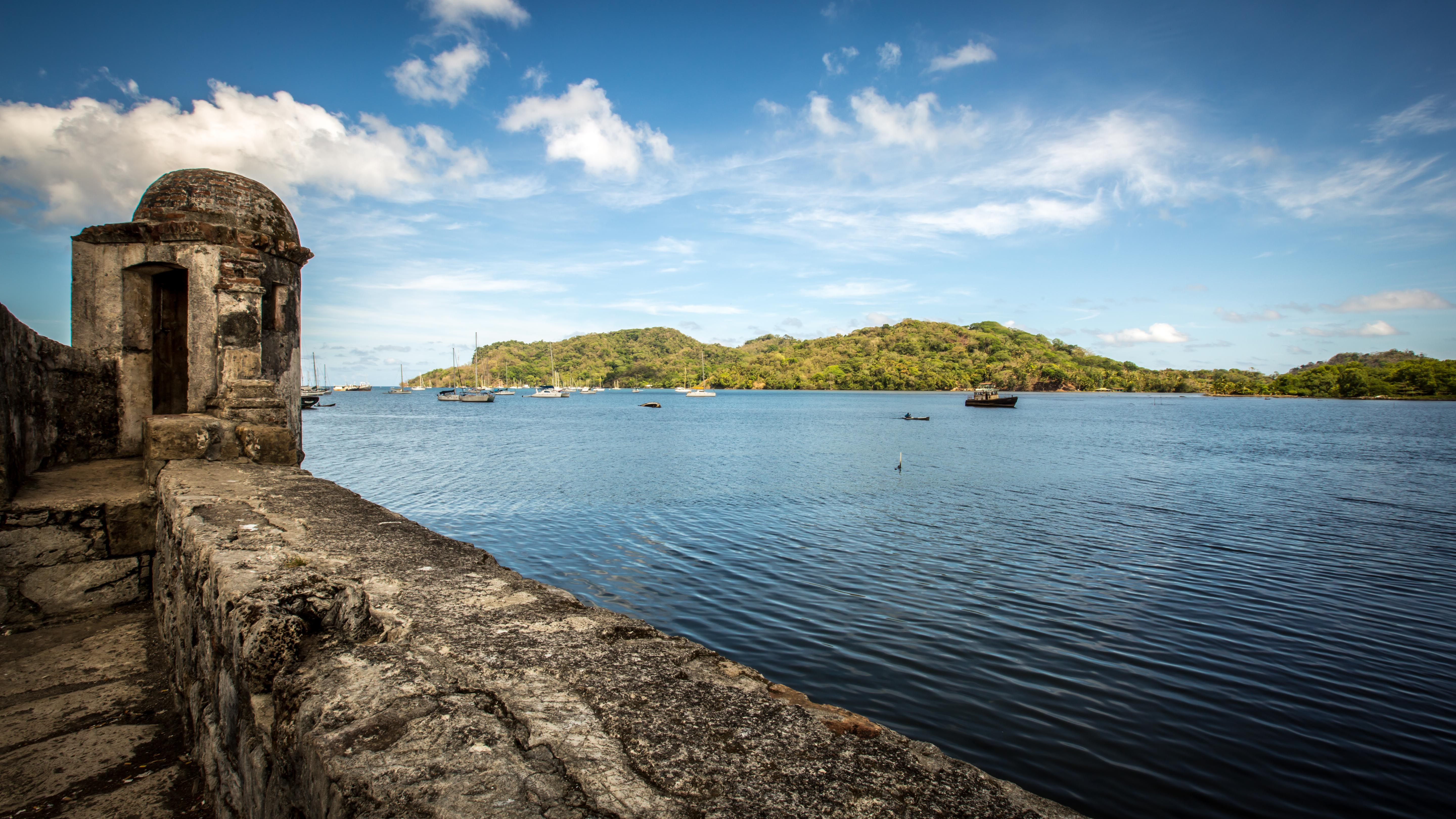
Ruiny fortu